# Al Rosen
Albert Leonard Rosen (Spartanburg, Carolina del Sur, 29 de febrero de 1924-Rancho Mirage, California, 13 de marzo de 2015), más conocido como Al Rosen, fue un jugador profesional estadounidense de béisbol que se desempeñó en la posición de tercera base en las Grandes Ligas de Béisbol (MLB). Logró obtener el premio MVP (jugador más valioso).

## Carrera
En 1947, Rosen comenzó a jugar como profesional en Cleveland Indians, equipo donde jugó diez temporadas (1947-1956), y en el que se retiró.

## Premios
Fue galardonado con el MVP (jugador más valioso) en una oportunidad (1953).